# گونزالو بوئنو
گونزالو بوئنو (انگلیسی: Gonzalo Bueno؛ زادهٔ ۱۶ ژانویهٔ ۱۹۹۳) بازیکن فوتبال اهل اروگوئه است.
از باشگاه‌هایی که در آن بازی کرده‌است می‌توان به باشگاه فوتبال ناسیونال اروگوئه و کوبان کراسنودار، باشگاه فوتبال ناسیونال اروگوئه و باشگاه فوتبال استودیانتس اشاره کرد.
وی همچنین در تیم‌های ملی فوتبال Uruguay U20 Uruguay Olympic بازی کرده‌است.